# Václav Kyselka
Václav Kyselka (21. června 1921 Šaratice – 1. dubna 2017) byl český sochař.

## Životopis
V letech 1937–1939 studoval na Odborné škole uměleckých řemesel v Brně. A následně mezi roky 1939–1946 na Vysoké škole uměleckoprůmyslové v Praze u profesora Karla Dvořáka.
Po studiích se přesunul za prací do Teplic. Zde působil také v muzeu.
Od roku 1953 působil jako samostatný umělec a v témže roce vyhrál společně s Jiřím Bradáčkem soutěž na Památník osvobození Litoměřic. Takto začala jejich vzájemná spolupráce, která pokračovala na menších projektech jako byly podobizny přátel a známých, herců, hudebníků a dalších.
Jeho monumentální díla a plastiky byly často určeny k dotváření objektů občanské vybavenosti. Realizoval například díla u polikliniky v Ústí nad Labem, v Chomutově na Severní terase, v atriu Domu služeb a další.
Byl členem vrcholných orgánů Svazu československých výtvarných umělců. Působil například v komisi pro spolupráci architekta s výtvarníkem. Spoluzaložil Skupinu 57 (Krok 57).
V roce 1961 pořádal samostatnou výstavu v Teplicích, v roce 1966 v Ústí nad Labem, v roce 1968 v německém Münsteru a v roce 1982 v Duchcově. Vystavoval také na kolektivních výstavách. Například v Praze v roce 1980 na výstavě s názvem Výtvarní umělci k 35. výročí.
V roce 1978 mu byl udělen čestný titul Zasloužilý umělec, v roce 1981 obdržel medaili Za obětavou práci pro socialismus a v roce 1986 Státní cenu Klementa Gottwalda.
Je zastoupen ve sbírkách Severočeské galerie výtvarného umění v Litoměřicích, Galerie výtvarného umění v Roudnici nad Labem, Oblastní galerii výtvarného umění v Liberci a v Galerii Benedikta Rejta v Lounech.
Posledních 20 let svého života se věnoval intenzivně malbě a skoro vůbec nevystavoval.
Měl 7 dětí. Syn Václav a dcera Eva zdědili po svém otci umělecký talent a věnují se umělecké činnosti. Václav je akademickým sochařem a Eva (nyní Brožová) brněnskou sochařkou.

## Dílo
- 1947: Pomník osvobození Rudou armádou v Hoštěrádkách[4]
- 1952–1954: Pomník J. Fučíka, Bílina[5]
- 1954: Pomník J. V. Stalina, Litoměřice[6]
- 1954: Busta J. Fučíka, Most[7]
- 1955: Pomník osvobození Rudou armádou v Ústí nad Labem (s Emilem Solaříkem a Josefem Vančou)[1][8]
- 1955: Plastiky na průčelí budovy nádraží v Teplicích[9]
- 1956: Reliéfy pro budovu Báňských projektů, Teplice[10]
- 1960: Pamětní deska Dr. Vrbenského v Mostě[1]
- Plastika Voda z roku 1975 ve fontáně na Palackého ulici v Chomutově1964: Slunce, Ústí nad Labem[11]

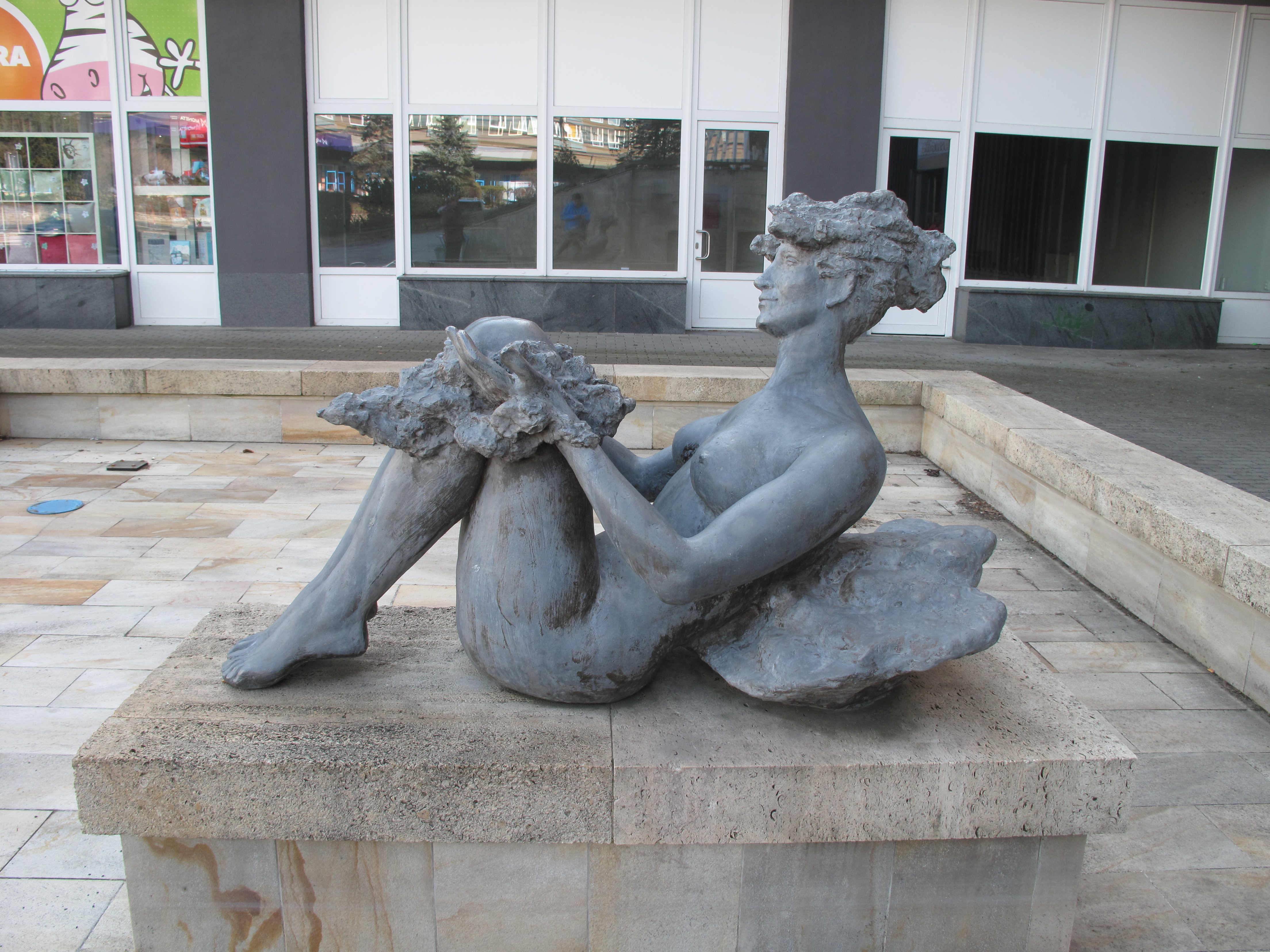
Plastika Voda z roku 1975 ve fontáně na Palackého ulici v Chomutově

- 1965: Mateřství, plastika, jesle v Ústí nad Labem[1]
- 1971–1973: Přátelství, Krupka[12]
- 1973: Pomník L. v. Beethovena v Teplicích[1][13]
- 1974: Voda, fontána v Chomutově[1][14][15]
- 1975: Socha rudoarmějce v Terezíně[16][17]
- 1976: Skulptura s hrajícími si dětmi ve vstupním prostoru ZDŠ, Kadaň[18]
- 1977–1980: Učitelka a žák, Osek[19]
- 1978: Pramen, Osečná[20]
- Plastika Budovatelé z roku 1978 stojící před nemocnicí v Kadani1978: Budovatelé, Kadaň[21]

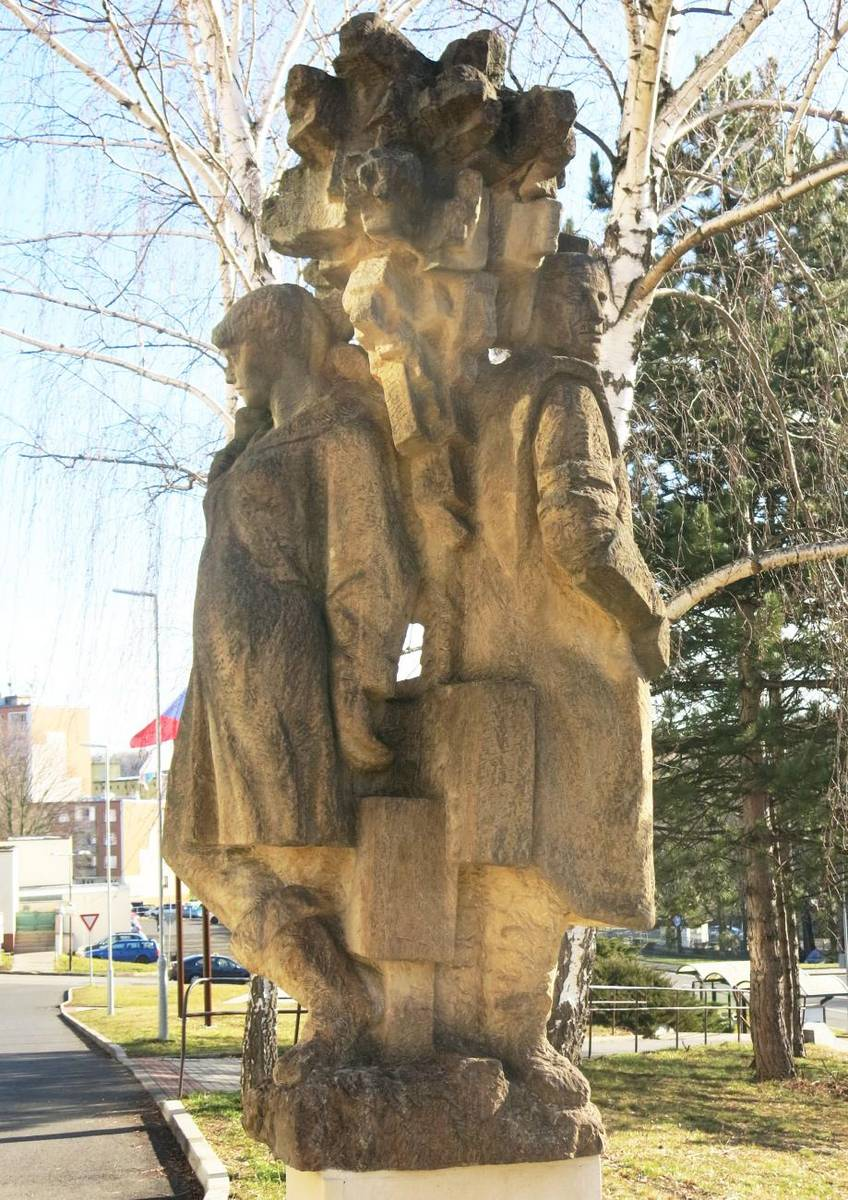
Plastika Budovatelé z roku 1978 stojící před nemocnicí v Kadani

- počátek 80. let: Rodina, Ústí nad Labem[22]
- 1980: Učitel a žák, plastika na Základní škole v Oseku[1]
- 1981: Voda a Léto, sídliště v Bílině[1][23]
- 1981: Budoucnost, plastika, škola v Žalanech[1]
- 1982: Město, reliéf, obřadní síň v Teplicích[1]
- 1982: Školačka, Litoměřice[24]
- 1983: Mírová holubice, Litvínov[25]
- 1983: Dívka s motýlem, Litvínov[26]
- 1983: Žena s růží, na Kamenném vrchu v Ústí nad Labem[1]
- 1983: Nový život, na Severní terase v Ústí nad Labem[1]
- 1983: Mateřství pro sídliště Luna v Teplicích[1]
- 1983: Pomník Jaroslava Kociána v Ústí nad Orlicí[27]

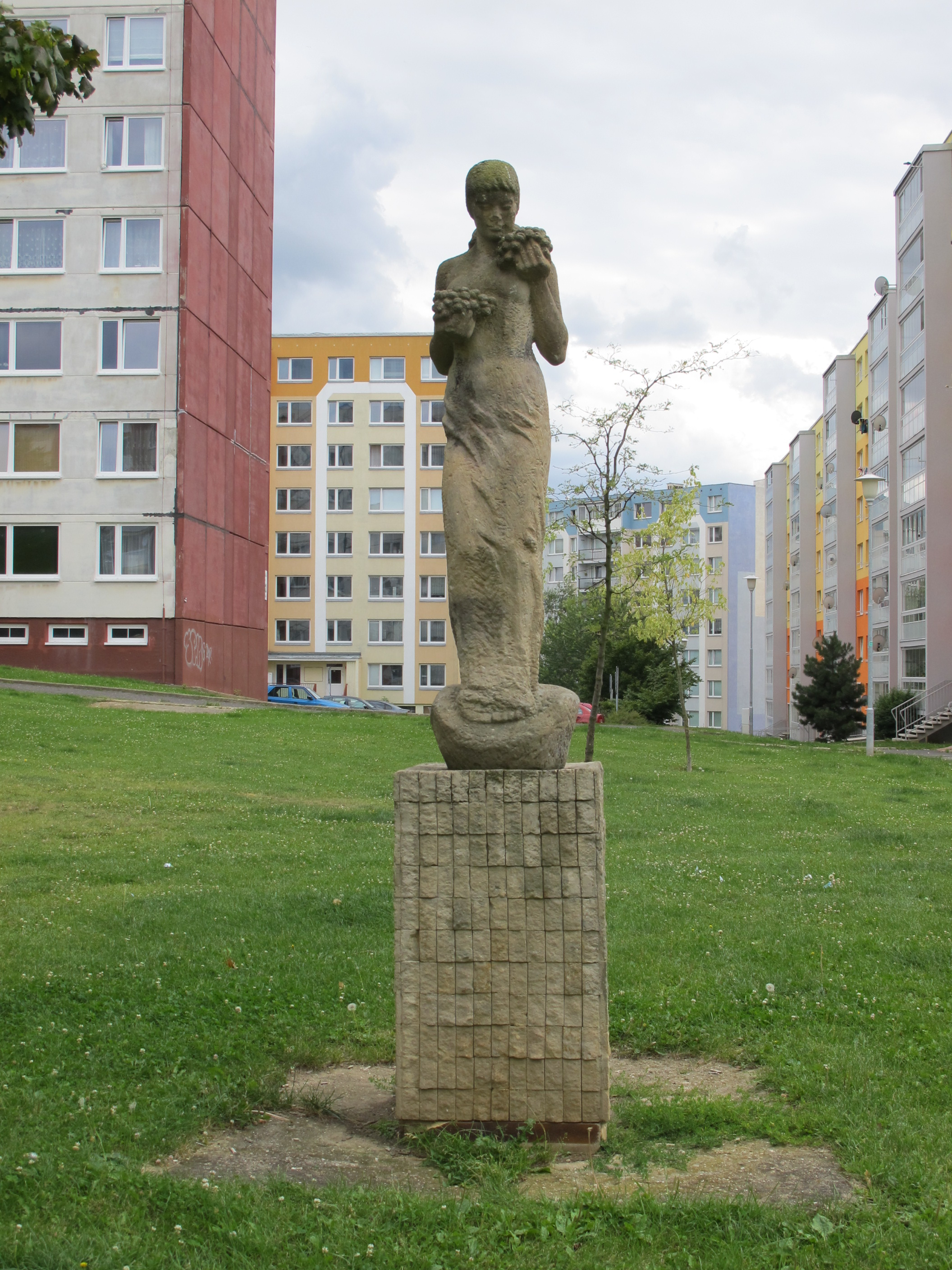
Socha Dary přírody z roku 1990 v Mostě

- 1984: Děti, Chomutov[28]
- 1985: Násilí, Terezín[29]
- 1985: Tajemství, Chomutov[30]
- 1986: Družba, Ústí nad Labem[31]
- 1986: Dar přírody, Teplice[32]
- 1987: Hudba, cín[1]
- 1987: Vítání, Ústí nad Labem[33]
- 1988: Truchlící žena, Most[34]
- 1988: Rozhovor, Ústí nad Labem[35]
- Socha Dary přírody z roku 1990 v Mostě1990: Dary přírody, Most[36]

## Ocenění
- 1965: 1. cena v celostátní soutěži za řešení Lidického náměstí v Ústí nad Labem[1]
- 1966: Krajská cena za umění[37]
- 1970: 2. cena v soutěži k 25. výročí osvobození[1]
- 1975: Odměna SČVU a ČFVU v oboru sochařství[1]
- 1978: Zasloužilý umělec[1][2]
- 1979: 1. cena v celostátní soutěži za pomník K. Gottwalda v Mostě[1]
- 1981: Medaile Za obětavou práci pro socialismus[1][2]
- 1986: Státní cena Klementa Gottwalda[1][2]